# Ahmad Tibi
Ahmad Tibi (arabiska: أحمد الطيبي, arabiskt uttal: [ˈ(ʔ)æħmæd (atˤ)ˈtˤiːbi], arabiskt uttal: [ˈʔaħmed tiːbi], född  19 december 1958, är en arabisk-israelisk politiker, Knesset-ledamot och talman som i Knesset representanter MK-blocket. Under 1990-talet var han rådgivare åt president Yasser Arafat (1993–1999). 